# سليمان أبكر آدم
الجنرال سليمان أبكر آدم (بالفرنسية: Souleyman Abakar Adam) (ولد في 4 أبريل 1979) عسكري وسياسي تشادي عمل كوزير الأمن العام والهجرة في جمهورية تشاد في الفترة من 5 مايو 2021 إلى 10 فبراير 2022 عضو المجلس العسكري الانتقالي الذي أعلن الجيش عن تشكيله لقيادة البلاد بعد حل الحكومة والبرلمان عُقب وفاة الرئيس إدريس ديبي في 20 أبريل 2021.

## محاولة اغتياله
تعرض وزير الأمن العام والهجرة “سليمان أبكر ادم” لمحاولة اغتيال عصر يوم الخميس الموافق 10 فبرابر 2022 بالقرب من مطار حسن جاموس الدولي بالعاصمة التشادية أنجمينا حاول جندي اغتيال وزير الأمن العام بإطلاق النار عليه ولكنه لم يصبه.
جاء في بيان وزارة الأمن العام في حادثة محاول الإغتيال :
تبلغ وزارة “الأمن العام والهجرة” الرأي العام الوطني والدولي أنه في 10 فبراير 2022 حوالي الساعة 2 ظهرًا في “مجلس عزاء” في العاصمة أنجمينا، حاول شخص سيئ النية بعيدًا عن تقويض السلامة الجسدية لـ”وزير الأمن والهجرة” في عرض منظم بمهارة للفت الإنتباه إلى شخصه وتمت السيطرة عليه على الفور.
وجاء في البيان أيضاً، أن جميع الصور الخيالية المتداولة على مواقع التواصل الاجتماعي هي مونتاج كاذب ولا تعكس الواقع، بالفعل فإن السيارة المليئة بالرصاص التي تظهر على أنها سيارة الوزير ليست له، ولا تتوافق مع العلامة التجارية التي يستخدمها وعادة ما يتجول وزير الأمن حول إطار عمله.

## مواقع المشاركة والقيادة
الخدمة بوحدة حرس الرئاسة من 1992 - 2007.
قائد مركز العمليات المشتركة لرئيس جمهورية 2007-2011.
رئيس الأركان الخاص بوزارة الدفاع الوطني 2011-2012.
مرة أخرى قائد مركز العمليات المشتركة لرئيس جمهورية من يناير 2012 إلى يونيو 2012.
قائد وحدة القوات التشادية في جمهورية أفريقيا الوسطى (بانغي) - 2014
تدخل قائد القوات المتنقلة عند حدود تشاد -2014
نائب رئيس الأركان بوزارة القوات المسلحة من 2019-2021
وزير الأمن العام والهجرة: من 5 مايو 2021 إلى 10 فبراير 2022

## الحياة العلمية
شهادة تقني عالي في علوم الكمبيوتر في أكرا، غانا 1998-2000.
شهادة رئيس قسم من 2000 إلى 2002 في مدرسة الضباط الوسيطين نجامينا.
شهادة رئيس قسم كوماندوز المشاة عام 2004 في تييس، السنغال.
مقررات وحدة بداية العقود الآجلة (CFCU) عام 2005 في مونبلييه بفرنسا.
التعاون الأفريقي لصناع القرار N'8 في القاهرة، مصر 2018.
الحصول على شهادة دبلومة أعلى 2006 دبلوم الموظفين في Compiègne بفرنسا.